# 若林直樹
若林 直樹（わかばやし なおき、1963年 - ）は、経済学者。京都大学経営管理大学院教授。

## 略歴
- 1987年 東京大学文学部社会学科卒業
- 1989年 同大学大学院社会学研究科修士課程修了
- 1991年 同博士課程中退後、東京大学新聞研究所（現：情報学環・学際情報学府）助手
- 1994年 東北大学経済学部助教授
- 2001年 京都大学大学院経済学研究科助教授
- 2007年 同大学大学院経済学研究科教授
- 2009年 京都大学経営管理大学院教授

## 専門分野
経営組織論